# 施特鲁伦多夫
施特鲁伦多夫是德国巴伐利亚州的一个市镇。总面积31.70平方公里，总人口7713人，其中男性3806人，女性3907人（2011年12月31日），人口密度243人/平方公里。